# Alberto Beltrán (Grafiker)
Alberto Beltrán (* 22. März 1923 in Mexiko-Stadt; † 19. April 2002 ebenda) war ein mexikanischer Künstler.

## Leben
Seit 1934 lernte er den Beruf des Schneiders in der Werkstatt seines Vaters. Abends besuchte er an der Academia de San Carlos Kurse für Gebrauchsgrafik. 1937 gründete er zusammen mit Ángel Bracho, Leopoldo Méndez, Raúl Anguiano und anderen Künstlern die Taller de Gráfica Popular (Werkstatt der Volksgrafik, TGP). Ab 1943 studierte er an der aus der Academia de San Carlos hervorgegangenen Escuela Nacional de Artes Plásticas (Nationale Schule für Plastische Künste). Von 1944 bis 1960 war er Mitglied der TGP. Er verdiente seinen Lebensunterhalt als Illustrator bei verschiedenen Verlagen, Zeitungen und Zeitschriften, fertigte Plakatentwürfe an und gab selbst die Zeitschriften Ahí va el golpe und El coyote emplumando heraus. Zwischen 1952 und 1958 erhielt er zahlreiche Preise, so 1953 den 1. Preis als bester Gebrauchsgrafiker. Auch gestaltete der Zeichentrickfilme als Schulungsmittel für Analphabeten und politische Propaganda. Im Jahre 1960 wurde Beltrán Direktor der Escuela Libre de Arte y Publicidad (Freie Schule der Kunst und Werbung) und fünf Jahre später Direktor der Kunstabteilung der Universidad Veracruzana in Xalapa. Er war 1968 eines der Gründungsmitglieder der Academia de Artes. 1988 schuf er ein Wandbild für das Gebäude des Procuraduría General de la República. Er war mehrere Jahre Chefredakteur der Tageszeitung El Día (Der Tag). Außerdem war er im Secretaría de Educación Pública Generaldirektor der Abteilung für Erforschung und Bewahrung der Volkskunst. Er war mit der Grafikerin Andrea Gómez verheiratet.